# Вардусия
Вардуша (на гръцки: Βαρδούσια) или Вардусия е планина в Централна Гърция.
Намира се непосредствено до югоизточен Пинд с планината Велухи в Евритания. Планината е седма по височина в Гърция, като най-високия ѝ връх се издига на 2495 метра над морското равнище. Състои се от три обособени дяла по групи върхове - северен масив с най-висок връх Синиани (надморска височина 2059 m), западен чиято планинска верига е изключително стръмна с най-високи върхове Софле (надморска височина 2260 м) и Алогорахи (2270 м надморска височина) и южен масив. В последния се намира и най-високия връх в целия планински масив - Коракас с височина 2495 м.
В южната планинска верига на Вардуша, която се простира в посока север-юг, е изграден едноименен язовир на река Морнос. Целият масив на Вардуша е разположен от север на юг и е с дължина от 28 до 30 км и максимална ширина от изток на запад от 15 до 16 км. На изток и изток-югоизток от Гьона го отделя горното течение на река Морнос, а на запад от планината се простира веригата на Панетолико в Етолоакарнания, най-южния масив на Пинд. На север-североизток от Вардуша е планината Ета, попадаща отчасти на територията на ном Фтиотида.
От северните склонове на планината извира най-пълноводната и дълга река в Етолоакарнания - Евинос.
В близост до най-високия връх на планината има мина за добив на боксит.